# The House That Jack Built (2018)
The House That Jack Built is een Deens-Frans-Duits-Zweedse psychologische horrorfilm uit 2018, geschreven en geregisseerd door Lars von Trier, met in de hoofdrollen Matt Dillon en Bruno Ganz. De film vertelt het verhaal van de intelligente seriemoordenaar Jack in vijf episodes en een epiloog. De film leidde tot heftige reacties van zowel publiek als critici.

## Samenvatting
In een dialoog met een man genaamd Verge vertelt seriemoordenaar Jack over tien van de in totaal zo'n zestig moorden die hij gepleegd heeft in een periode van twaalf jaar. De verhalen spelen zich af in de Verenigde Staten van de jaren 1970. Jack beschouwt zichzelf als kunstenaar, niet alleen omdat hij architect is, maar ook omdat hij in het moorden een zekere schoonheid ziet. Hij bewondert middeleeuwse architectuur en Glenn Gould, maar ook de Stuka's, Duitse duikbommenwerpers uit de Tweede Wereldoorlog. Verge en Jack zijn het niet met elkaar eens en proberen elkaar te overtuigen van de redelijkheid van hun argumenten. In vijf beschrijvingen, "incidenten" genaamd, vertelt Jack over de moorden op achtereenvolgens een liftster, een weduwe en twee niet nader omschreven vrouwen, een moeder met twee kinderen, zijn minnares en uiteindelijk een oude kennis van hem en een agent. Hij heeft een vriescel gehuurd die hij gebruikt als opslagruimte voor de lijken; aan het einde van de film liggen de stellingen vol met bevroren lichamen. Deze vriescel heeft een tweede deur die leidt naar een achterliggende ruimte, zo wordt Verge verteld aan het begin van de film, die Jack nooit is binnengegaan; hij krijgt deze deur niet open. Jack kent nauwelijks gevoelens, behalve minachting voor de politie en voor zijn slachtoffers. Hij poogt, weinig overtuigend, gelaatsuitdrukkingen na te bootsen door te kijken naar portretten die hij uit kranten knipt en ophangt in zijn kamer. Hij is een narcist, lijdt aan dwangneuroses en kan slecht tegen wanorde. De artistiek bedoelde foto's die hij maakt van zijn slachtoffers stuurt hij op naar de krant onder de naam Mr. Sophistication. In de vijfde vertelling is de politie Jack op het spoor. Hij heeft een aantal mannen opgesloten in zijn vriescel die hij wil vermoorden als eerbetoon aan de nazi's, maar slaagt hier niet in: als de politie bezig is de deur open te snijden forceert Jack de tweede deur en ziet daar voor het eerst Verge, een oude man in zwart pak. Deze moedigt hem aan nu maar eens zijn huis te bouwen, een project waar Jack al eens eerder aan begonnen was maar nooit had afgemaakt. In de tweede cel bouwt Jack provisorisch een huis met als bouwstenen de bevroren lichamen van zijn slachtoffers. Als hij klaar is nodigt Verge hem uit mee te gaan, een doorgang in de vloer van de cel leidt een onderaards gangenstelsel in.

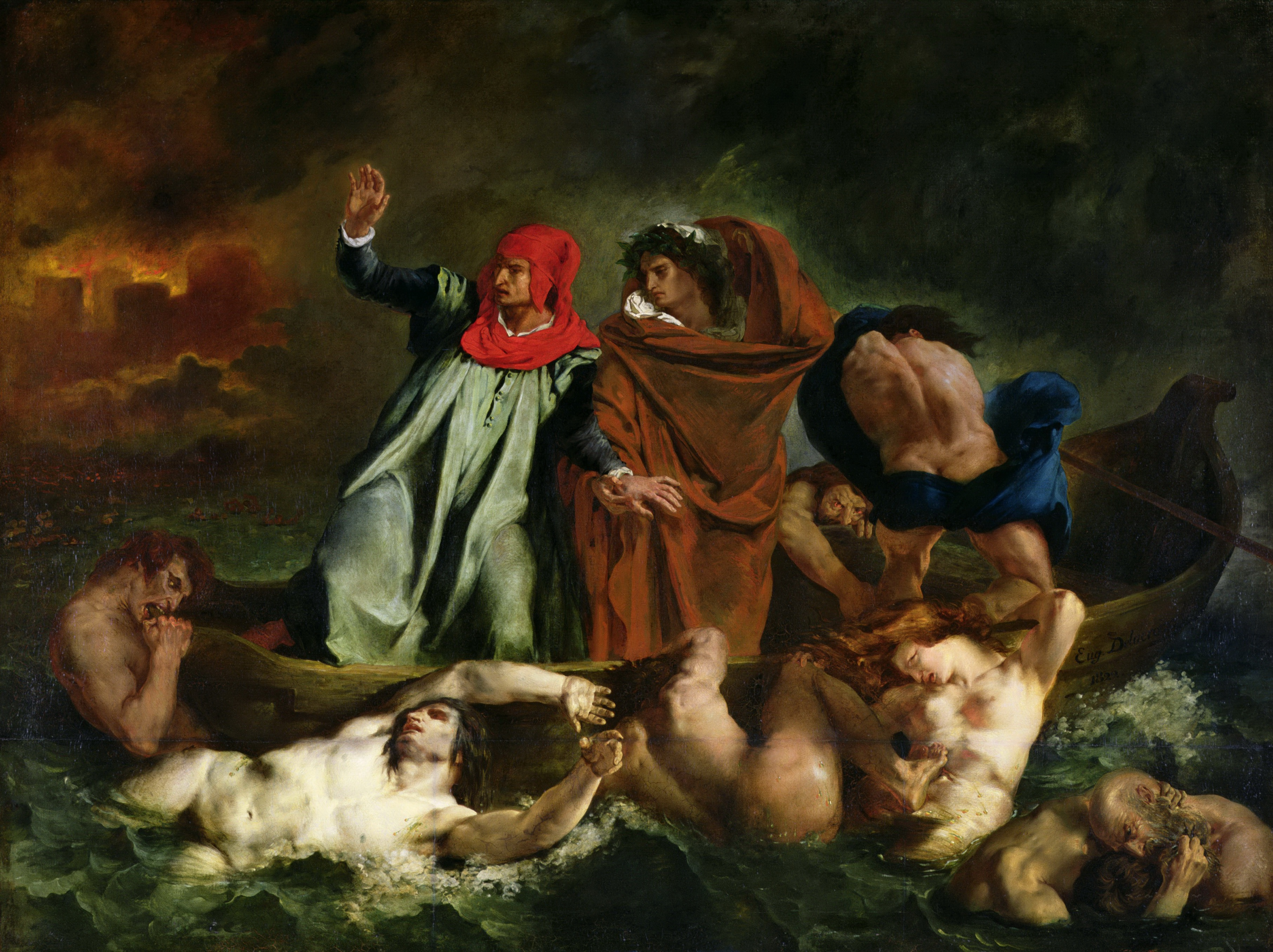
Eugène Delacroix, Dante et Virgil aux Enfers, 1822. In de film is het Jack die links naast Vergilius staat.

De naam Verge verwijst naar de figuur Virgilio in Dantes Inferno, op zijn beurt een verwijzing naar de Romeinse dichter Vergilius. In een epiloog, genaamd Katabasis (Afdaling), vervolgt de film Jacks tocht naar de hel. Ze steken in een boot een ondergrondse rivier over, een verwijzing naar de mythologische Styx. In deze scene toont Von Trier Jack en Verge zoals Delacroix dat doet op zijn schilderij Dante et Virgil aux Enfers (Dante en Vergilius in de hel), met Jack als Dante. Verge toont hem daarna het Elysium. Jack is voorbestemd voor een van de minder zware cirkels van de hel (tot Verges verbazing), en hij toont hem eerst de toegang tot de eerste cirkel: een grote en schier bodemloze put waar voortdurend een brede, trage stroom lava naar beneden stort. Er loopt een brug over de put, maar deze is halverwege ingestort, de overkant is onbereikbaar. Jack ziet aan de andere kant een trap die naar omhoog leidt en Verge vertelt hem dat daar de uitweg is. Jack besluit, tegen het advies van Verge in, om via de putwand deze uitgang te bereiken, hij faalt en stort naar beneden.
Tijdens de aftiteling klinkt Buster Poindexters versie van het lied Hit the Road Jack.

## Rolverdeling
| Acteur               | Personage                                       |
| -------------------- | ----------------------------------------------- |
| Matt Dillon          | Jack                                            |
| Bruno Ganz           | Verge                                           |
| Uma Thurman          | Vrouw 1, liftster                               |
| Siobhan Fallon Hogan | Vrouw 2, Claire Miller, weduwe                  |
| Sofie Gråbøl         | Vrouw 3, moeder van twee kinderen               |
| Riley Keough         | Vrouw 4, Jacqueline (Simple), minnares van Jack |
| Jeremy Davies        | Al, wapenhandelaar                              |
| Ed Speleers          | Ed, politieagent                                |

## Titel
De titel van de film is een verwijzing naar een populair Engels aftelrijmpje, bestaande uit twaalf coupletten. De eerste regel luidt This is the house that Jack built. In ieder couplet komt er een regel bij, en de laatste regel van het laatste couplet verwijst weer naar Jacks huis. In de film poogt Jack zijn eigen huis te bouwen, maar steeds breekt hij zijn werk onvoltooid af. Pas aan het einde van de film bouwt hij iets wat voor een huis kan doorgaan; de bouwstenen zijn de bevroren lijken van zijn slachtoffers. De liedregel The house that Jack built komt ook voor in een van Von Triers eerste films, The Element of Crime, 1984, een film die handelt over de jacht op een seriemoordenaar.

## Productie
Von Trier had oorspronkelijk de bedoeling om een televisieserie te maken maar kondigde in februari 2016 aan dat hij een speelfilm ging maken. Na uitvoerig onderzoek naar seriemoordenaars was zijn script klaar in mei 2016.
In november 2016 werd bekendgemaakt dat Matt Dillon de hoofdrol zou vertolken.

### Release en ontvangst
The House That Jack Built ging op 14 mei 2018 in première op het filmfestival van Cannes buiten competitie.
Circa 100 toeschouwers verlieten de zaal omdat ze de film te schokkend vonden en sommigen noemden het de slechtste film van het jaar. Niettemin gaven degenen die gebleven waren de regisseur een zes minuten lange staande ovatie. De film kreeg overwegend negatieve kritieken van de filmcritici met een score van 20% op Rotten Tomatoes, gebaseerd op 5 beoordelingen in mei 2018. Later werden de beoordelingen op Rotten Tomatoes iets positiever, met in april 2020 een score van 57%.